# Edgard Ballon
Edgard Ballon, né le 27 avril 1886 à Graçay (Cher) et mort le 18 décembre 1963 à Briis-sous-Forges (Essonne) est un athlète français, spécialiste du cross-country.

## Biographie
Né à Graçay, fils de Henri Ballon et Joséphine Bourdin, Edgard Ballon participe plusieurs fois aux championnats de France de cross-country à la fin des années 1900 et au début des années 1910. Il décroche par deux fois la médaille d'argent en 1910 et 1911.
Ses bons résultats aux championnats nationaux lui valent d'être sélectionné pour représenter la France au cross des nations en 1907 et 1911. Il termine respectivement 30e et 39e de ces courses. 
Durant la Première Guerre mondiale, il est mobilisé au sein du 1er régiment de cuirassiers. 

## Palmarès
| Date | Compétition       | Lieu    | Résultat | Temps | Épreuve           |
| ---- | ----------------- | ------- | -------- | ----- | ----------------- |
| 1907 | Cross des nations | Glasgow | 30e      |       | Cross Élite homme |
| 1911 | Cross des nations | Newport | 39e      |       | Cross Élite homme |

| Date | Compétition            | Lieu       | Résultat | Temps              | Épreuve           |
| ---- | ---------------------- | ---------- | -------- | ------------------ | ----------------- |
| 1907 | Championnats de France | Meudon     | 4e       | N.C.               | Cross Élite homme |
| 1910 | Championnats de France | Marseille  | 2e       | 1 h 0 min 25 s 4/5 | Cross Élite homme |
| 1911 | Championnats de France | Vaucresson | 2e       | 57 min 7 s         | Cross Élite homme |